# Natalie Siebel
Natalie Siebel  (* 21. März 1970 in Essen) ist eine deutsche Sportlerin, die in den 1980er und 1990er Jahren als Profi-Windsurferin erfolgreich war.

## Leben
Natalie Siebel wuchs auf Barbados auf und lernte dort Windsurfen. Sie gehört mit mehreren Weltmeistertiteln neben Jutta Müller zu den beiden erfolgreichsten deutschen Windsurferinnen auf der Profi-Worldtour. Sie entdeckte Bernd Flessner und führte ihn in den Profi-Zirkus ein.
1990 erlitt sie eine Schädelfraktur beim Sturz von ihrem Bus, konnte aber nach extrem kurzer Genesungszeit bereits wieder am World Cup Sylt teilnehmen und beendete die Saison als Wave-Weltmeisterin. Ihre Segelnummer war G-11.
Heute führt sie den Familiennamen Barry, sie hat 6 Kinder und lebt mit ihrem Mann in Alberta, Kanada.

## Erfolge
- 1986: WBA Wave-Weltmeisterin
- 1987 WBA 2. Platz Overall World Tour
- 1988: PBA Wave-Weltmeisterin und 3. Platz Overall
- 1990: PBA Wave-Weltmeisterin
- 1991 Sylt Worldcup Overall Gewinner
- 1992 und 1993 Deutscher Meister Sylt
- 1992 1. Platz Paris Bercy Indoor
- 1992: PBA Wave-Weltmeisterin
- 1994: PBA Wave-Weltmeisterin, 1. Platz Sylt Worldcup Overall und Wave
- 1995 1. Platz Paris Bercy Indoor